# Шулеское
Шуле́ское — озеро в Зачачьевском сельском поселении Холмогорского района Архангельской области (бассейн реки Северная Двина).

## География
Площадь поверхности — 0,7 км², площадь водосборного бассейна — 13,2 км. Берега озера заболочены, озеро окружает болото Шулеское. На северном берегу озера располагается охотничья изба.
Относится к Двинско-Печорскому бассейновому округу.

### Водосбор и сток
В озеро не впадает и из озера не вытекает значительных рек. В озеро стекаются воды из болота Шулеского, которое окружает озеро со всех сторон.

## Топографические карты
- Лист карты P-37-XI,XII Плесецк. Масштаб: 1 : 200 000. Указать дату выпуска/состояния местности.
- Лист карты P-37-V,VI Обозерский. Масштаб: 1 : 200 000. Указать дату выпуска/состояния местности.